# Canton de Rennes-Nord
Le canton de Rennes-Nord est un ancien canton français situé dans le département d'Ille-et-Vilaine et la région Bretagne.

## Histoire
Le canton de Rennes-Nord est créé par le décret du 16 janvier 1985 renommant le canton de Rennes-IV.
Il est modifié par le décret du 27 février 1991 créant le canton de Betton.
Il est supprimé par le redécoupage cantonal de 2014.

## Composition

### De 1985 à 1991
Le canton est composé :
- des communes de Montgermont, La Chapelle-des-Fougeretz, Saint-Grégoire et Betton ;
- de la portion de territoire de la ville de Rennes déterminée par les limites de la commune de Saint-Grégoire et l'axe des voies ci-après : route nationale 176, avenue du Général-Patton, rue d'Antrain, boulevard de la Duchesse-Anne, boulevard de Sévigné, rue Lesage, rue de l'Hôtel-Dieu, rue Legraverend, avenue du 41e-Régiment-d'Infanterie, terrains d'emprise de la S. N. C. F. le long de la voie Rennes—Saint-Malo, limites des terrains de la faculté des lettres et de la faculté de médecine, square Y.-Le Moine, avenue d'Île-de-France et rocade Nord.

### De 1991 à 2015

Rennes découpée en cantons. Les points sont les bureaux de vote.

À la suite du redécoupage de 1991, le canton n'est plus composé que d'une fraction de Rennes, correspondant aux quartiers de la Bellangerais, Saint-Martin, La Motte-Brulon et Beauregard.

## Représentation
| Période | Période | Identité          | Étiquette | Qualité                                                                                             |
| ------- | ------- | ----------------- | --------- | --------------------------------------------------------------------------------------------------- |
| 1985    | 1988    | Jacques Cressard  | UDR       | Professeur, député (1968-1981)                                                                      |
| 1988    | 1992    | Paul Ruaudel      | DVD       | Dirigeant d'entreprise, maire de Saint-Grégoire, élu en 1992 dans le canton de Betton               |
| 1992    | 1998    | Stéphane Jambois  | UDF       | Cadre d'entreprise                                                                                  |
| 1998    | 2011    | Martial Gabillard | PS        | Retraité de l'enseignement, adjoint au maire de Rennes (1977-2008)                                  |
| 2011    | 2015    | Marc Hervé        | PS        | Fonctionnaire, conseiller municipal de Rennes (depuis 2008), élu en 2015 dans le canton de Rennes-1 |

## Démographie
| 1990   | 1999   | 2006   | 2011   | 2012   |
| ------ | ------ | ------ | ------ | ------ |
| 19 165 | 21 845 | 23 438 | 25 002 | 25 367 |